# Rudolf Schock
Rudolf Schock (Duisburg, 4 settembre 1915 – Düren, 13 novembre 1986) è stato un tenore e cantante di lirica, operette e canzonette tedesco.

## Biografia
Dopo aver iniziato nel coro del Teatro di Duisburg nel 1937 viene ingaggiato come solista a Braunschweig fino al 1940 quando entra nell'Esercito. Nel 1945 canta a Hannover e dal 1947 all'Opera di Amburgo fino al 1956. Nel 1948 debutta al Festival di Salisburgo come Jaquino in Fidelio diretto da Wilhelm Furtwängler con Lisa Della Casa e Julius Patzak ed al Royal Opera House, Covent Garden di Londra come Rodolfo ne La bohème con Paolo Silveri, Elisabeth Schwarzkopf. Nel 1951 debutta al Wiener Staatsoper come Pinkerton in Madama Butterfly, seguito da Lenski in Eugenio Onegin (opera) con Gottlob Frick e Tamino in Die Zauberflöte con Frick e Wilma Lipp ed è il protagonista in Idomeneo (opera) diretto da Georg Solti con Hilde Güden a Salisburgo.
Ancora a Vienna nel 1952 è Belmonte in Il ratto dal serraglio, Chevalier Des Grieux in Manon (Massenet) con Sena Jurinac, Don José in Carmen (opera) con la Jurinac, Hoffmann in Les contes d'Hoffmann con Erich Kunz, Narraboth in Salomè (opera) diretto da Karl Böhm, Ein Sänger in Der Rosenkavalier con la Güden, il Duca di Mantova in Rigoletto con la Güden e Steuerman in Der Fliegende Holländer e nel 1953 Don Carlo con Frick e Hans Hotter, Jaquino in Fidelio diretto da Böhm e Mario Cavaradossi in Tosca (opera) con Hotter. Nel 1954 a Salisburgo è Tenor/Bacchus in Ariadne auf Naxos diretto da Böhm con la Della Casa, la Güden, Rita Streich e Walter Berry ed Ercole in Penelope di Rolf Liebermann diretto da George Szell con Anneliese Rothenberger, Max Lorenz (cantante) e Berry cantato anche allo Staatsoper ed al Theater an der Wien.
Ancora a Vienna nel 1955 è Don Ottavio in Don Giovanni (opera) con la Della Casa, la Jurinac, Kunz e Berry, nel 1956 Stimme des Seemanns in Tristan und Isolde diretto da André Cluytens con Eberhard Waechter e Christa Ludwig, Chevalier Renato Des Grieux in Manon Lescaut con Berry e Rodolfo ne La bohème con Waechter e Frick, nel 1958 Der Tenor/Bacchus in Ariadne auf Naxos diretto da Szell con la Streich e Kunz e nel 1960 Walther von Stolzing in Die Meistersinger von Nürnberg arrivando a 157 recite viennesi. Nel 1959 è Walther von Stolzing in Die Meistersinger von Nürnberg al Bayreuther Festspiele diretto da Erich Leinsdorf con Josef Greindl, Waechter, Gerhard Stolze ed Elisabeth Grümmer.

## Discografia
- Abraham: Die Blume von Hawaii/Viktoria und Ihr Husar (1951) - Rudolf Schock/Margit Schram/Liselotte Ebnet/Berliner Symphoniker/Werner Schmidt-Boelcke, Classical Moments
- Lehar: Paganini - Münchner Rundfunkorchester/Werner Schmidt-Boelcke/Rudolf Schock/Anny Schlemm/Willy Hofmann/Friedel Blasius/Fritz Lafontain/Kurt Großkurth, 1956 The Art Of Singing/Classical Moments
- Lehár: Das Land des Lächelns, Friederike, Der Zarewitsch - Erika Köth/Rudolf Schock, Warner
- Lehár: Der Graf von Luxemburg, Paganini - Rudolf Schock/Erika Köth/Melitta Muszely, Warner
- Lehar: Die Lustige Witwe - Berliner Symphoniker/Chor der Deutsche Oper Berlin/Benno Kusche/Dorothea Chryst/Rudolf Schock/Margit Schramm/Jerry J. Jennings/Claudio Nicolai/Julius Katona/Ferry Gruber/Marianne Schreckenbach/Robert Stolz, Sony
- Mozart: Die Entführung aus dem Serail (Salzburg, 1956) - Wiener Philharmoniker/George Szell/Rudolkf Schock/Kurt Böhme, Opera Prima
- Mozart: Die Zauberflöte, K. 620 - Teresa Stich-Randall/Wilma Lipp/Rudolf Schock/Erich Kunz/Josef Greindl/Hans Hotter/WDR Radio Choir Köln/WDR Sinfonieorchester Köln/Joseph Keilberth, Walhall
- Puccini: Madame Butterfly - Rudolf Schock/Dietrich Fischer-Dieskau, EMI/Warner
- Puccini: La Bohème - Rudolf Schock, EMI/Warner
- Stolz: Venus in Seide - Berliner Symphoniker/Robert Stolz/Margit Schramm/Rudolf Schock, The Art Of Singing
- Strauss: Capriccio - Viorica Ursuleac/Rudolf Schock, Disques Dom
- Tchaikovsky : Eugen Onegin - Sena Jurinac/Rudolf Schock, Disques Dom
- Verdi: Aida - Rudolf Schock/Leonie Rysanek, EMI/Warner
- Wagner: Lohengrin - Wilhelm Schüchter/Rudolf Schock/Maud Cunitz/Margarete Klose, Archipel - Walhall
- Fernsehwunschkonzert mit Rudolf Schock, 1990 Sonia
- Dein ist mein ganzes Herz - Rudolf Schock, Discovery
- Operetten Highlights - Rudolf Schock, QED
- Legenden der Operette: Rudolf Schock, 1990 EMI/Warner
- Rudolf Schock, Vol. 1 - Documents
- Rudolf Schock, Vol. 3 - Documents
- Rudolf Schock, Vol. 4 - Documents
- Rudolf Schock, Vol. 9 - Documents
- Die grössten Stimmen unserer Zeit - Rudolf Schock, Disky
- Schock: Stimme für Millionen - Rudolf Schock/Studio-Orchester/Gerhard Schmidt-Gaden/Hans Hild/Robert Stolz/Tölzer Knabenchor/Fried Walter/Horst Ramthor/Werner Eisbrenner/Berliner Symphoniker/RIAS-Kinderchor/Günther-Arndt-Chor/Werner Schmidt-Boelcke/Gerhard Winkler, 1978 Sony/BMG - terza posizione in Germania
- Rudolf Schock singt deutsche Volkslieder - Berliner Symphoniker, 1966 Ariola/Eurodisc - quinta posizione in Germania

## Filmografia

### Cinema
- La casa delle tre ragazze (Das Dreimäderlhaus), regia di Ernst Marischka (1958)

## DVD
- Berg: Lulu (Theater an der Wien, 1962) - Rudolf Schock/Karl Böhm, Arthaus Musik/Naxos
- Kalman: Die Zirkusprinzessin (1969) - Rudolf Schock, Arthaus Musik/Naxos